# Dialecto nizardo
El dialecto nizardo es una variedad del occitano hablada en la región histórica del Condado de Niza (que más o menos coincide con el actual Distrito de Niza, ubicado en el departamento francés de los Alpes Marítimos); a excepción de las zonas lingüísticas del mentonasco y del royasco, que constituyen hablas de transición hacia el ligur y el piamontés.
Nizardo en nizardo se pronuncia [niˈsaʀt] y se escribe niçard (norma clásica) o nissart / niçart (norma mistraliana).
Según la clasificación dialectológica, el nizardo es una variante particular del occitano y constituye una de las cuatro mayores variantes de las lenguas llamadas provenzales, que son: el rodanés, el marítimo, el alpino y el nizardo. Sin embargo, por razones históricas concernientes a su larga pertenencia a la Casa de Saboya-Piamonte, los nizardos llaman a su lengua "nizardo", sin hacer explícitamente referencia a las otras hablas provenzales u occitanas.

## Origen
Los pueblos ligures que ocupaban el territorio actual de Niza, antes de la llegada de los focenses, hablaban un idioma de origen indoeuropeo.
Los griegos, que tiempo después se instalaron en lo que hoy es territorio nizardo, probablemente no tuvieron más que escasa influencia en su habla; debido al hecho de que ellos no se mezclaban con la población local que vivía al interior de las tierras y se limitaron a ocupar únicamente la colina del actual Castillo de Niza. Fue el encuentro con Roma lo que realmente mudó la lengua de los naturales. Aquella se fue paulatinamente disolviendo con el latín, lo que fue el origen del occitano, en general, y del dialecto nizardo, en particular.
Por lo cual, para el intelectual nizardo Pierre Isnard, que fue miembro de la Academia Nizarda, el nizardo era al principio muy próximo a otras lenguas romances, comprendido el ancestro de las lenguas de oïl. Es así que el texto de los Juramentos de Estrasburgo que datan del siglo IX y que constituyen uno de los primeros trazos escritos de lo que sería el origen de las lenguas de oil y con posterioridad del francés, muestra una muy importante proximidad con el nizardo, más que con el francés moderno.

## El nizardo en nizardo
En lengua nizarda, los habitantes de Niza se designan por el gentilicio nissart - nissarda (norma clásica) o bien, nissart - nissarda / niçart - niçarda (norma mistraliana).
Sea cual fuere la grafía empleada, se pronuncia en todos los casos [niˈsaʀt(e), niˈsaʀda].
En la forma masculina [niˈsaʀt(e)], la 'te' es el resultado de un ensordecimiento de una 'de' final; mientras que la adición facultativa de un sonido [e] final de apoyo, después de una 'te' final, es una particularidad de la fonética nizarda. No obstante, esa 'e' se considera que no tiene valor fonológico y tampoco es indicada ortográficamente en ninguna de las dos normas.
Existen innumerables variantes gráficas en razón de las dificultades para transportar una norma lingüística estable: con -ç- o -ss-, o bien -d o -t (cf. -te). Por ejemplo, la cedilla (ç) es una grafía preconizada por Federico Mistral, que también Jorge Castellana adopta.
Hasta hace poco, en Francia, por lo regular se usaba el gentilicio "nizardo" solo para calificar a los habitantes de Niza, pero ahora su uso se ha ampliado para designar todo aquello que es característico de las tradiciones y personas que hablan la lengua nizarda, una forma de renacimiento de esta cultura o de uso folclórico.
La cuestión de la similitud del nizardo con el francés o con el "italiano" del norte está fuertemente sesgada por preferencias políticas. El nizardo parece ser una lengua de transición entre el occitano-provenzal y el piamontés y otras lenguas galoitálicas, como el cunees (variedad piamontesa). El Nizardo, entre otras características tiene cambio vocálico en I para crear el plural ( beu>bei etc.), el artículo antes del posesivo, la negación en “non” en vez del “pas”post-verbal occitano y francés, la conservación de ciertas palabras esdrújulas (por ejemplo: lágrima en vez de lagrima) y en el pasado tuvo también la afirmación mediante la partícula “si’” etc.

## Normas, grafías, estandarización
Los nizardos pueden utilizar dos normas:
- La norma mistraliana. Más similar a la escritura francesa; su utilización se encuadra al contexto histórico de la incorporación del Condado de Niza a Francia en 1860. Es regida en principio por el Félibrige (empero, también existe una Academia Nizarda).
- La norma clásica, la cual privilegia las tradiciones lingüísticas autóctonas. Fue desarrollada por Roberto Lafont (Fonética y grafía del provenzal, 1951, La ortografía occitana, el provenzal, 1972), luego por Juan Pedro Baquié (Empari lo niçard, 1984) y era competencia del Consejo de la Lengua Occitana (CLO), actualmente auto-disuelto. No indica ciertas diptongaciones.

Asimismo, hubo grafías de estilo italiano, debido a que antes Niza pertenecía a los Estados Sardos (que hoy en día ya no existen), pero fueron abandonadas luego de que Niza fuera anexada al Imperio francés. Es Rancher, gran autor clásico nizardo quien abre en 1830, en su obra La Nemaiada, la cuestión de la grafía (mucho antes que Mistral).
Distanciado durante cerca de medio milenio de evolución lingüística de las otras hablas occitanas influenciadas por la dominación francesa, el nizardo ha mantenido ciertas formas más arcaicas del provenzal medieval, lengua de los trobadores.
Además, con medio milenio de unión al reino de Cerdeña, entraron al nizardo muchos términos procedentes del ligur y el italiano que contribuyeron a su separación del resto del occitano-provenzal, convirtiéndose más y más en una lengua romance de transición entre el occitano y el galoitálico.

## Dialectología
Algunas veces se utiliza el término 'nizardo' para referirse exclusivamente a la variedad hablada en la ciudad de Niza, excluyendo las otras variedades existentes en el Condado de Niza, como cuando se distingue el nizardo del peillasco, por ejemplo.
Varias isoglosas atraviesan, en efecto, el Condado de Niza. Las diferencias son más marcadas entre el nizardo costeño y el alpino del interior. En el norte del condado, se ha conservado la desinencia femenina -a, pronunciada [ɔ] (como es frecuente en el provenzal) o la pronunciación de la -r final de los verbos en infitivo.

## Enseñanza
Varios jóvenes y adultos toman cursos de nizardo, sin ser necesariamente oriundos de Niza. Aunque se tratan más comúnmente de opciones facultativas en el currículo universitario destinadas a compensar un déficit de puntos en otras materias. El nizardo escolar se enseña con pocos medios en la enseñanza primaria y secundaria, con examen final también facultativo.

## Gramática

### Artículo
El nizardo posee dos artículos: determinado e indeterminado.
|               | masculino singular | femenino singular | masculino plural | femenino plural |
| ------------- | ------------------ | ----------------- | ---------------- | --------------- |
| Determinado   | Lo                 | La                | Lu               | Li              |
| Indeterminado | Un                 | Una               | De               | De              |

### Número
En nizardo (grafía clásica), se escribe el plural pero no se pronuncia:
- Lo tomati, lu tomatis (el tomate, los tomates)

Sin embargo, el adjetivo sí que lo marca:
- Lo beu tomati, lu bei tomatis

Así como el verbo:
- la bèla platana es verda, li bèli platanas son verdi

### Verbo
El nizardo posee tres grupos de verbos principales:
- Primera conjugación: Verbos acabados en -ar (cantar).
- Segunda conjugación: Verbos acabados en -ir (finir).
- Tercera conjugación: Verbos acabados en -re (vendre).

#### Primera conjugación
Los verbos de la primera conjugación son aquellos acabados en -ar, como cantar.
| Presente de indicativo | Imperfecto | Futuro    |
| ---------------------- | ---------- | --------- |
| canti                  | cantavi    | canterai  |
| cantes                 | cantaves   | canteras  |
| canta                  | cantava    | canterà   |
| cantam                 | cantavam   | canterem  |
| cantatz                | cantavatz  | canteretz |
| canton                 | cantavon   | canteran  |

#### Segunda conjugación
Los verbos de la segunda conjugación son aquellos acabados en -ir, como sentir.
| Presente de indicativo | Futuro    |
| ---------------------- | --------- |
| Senti                  | Senterai  |
| Sentes                 | Senteras  |
| Sente                  | Senterà   |
| Sentem                 | Senterem  |
| Sentètz                | Senterètz |
| Senton                 | Senteran  |

#### Tercera conjugación
Los verbos de la tercera conjugación terminan en -re, como vendré.
| Presente de indicativo |
| ---------------------- |
| Vendi                  |
| Vendes                 |
| Vende                  |
| Vendèm                 |
| Vendètz                |
| Vèndon                 |

#### Ser
El verbo ser (èstre) es utilizado, al igual que el haber (aver) como auxiliar.
| Presente de indicativo | Imperfecto | Futuro |
| ---------------------- | ---------- | ------ |
| Siéu                   | èri        | serai  |
| siès                   | eres       | seras  |
| es                     | èra        | será   |
| siam                   | eravam     | serem  |
| siatz                  | eravatz    | serètz |
| son                    | èron       | seran  |